# Blanche-Neige (film, 2012)
Pour les articles homonymes, voir Blanche-Neige (homonymie).
Pour plus de détails, voir Fiche technique et Distribution.
Blanche-Neige ou Miroir, miroir au Québec (en anglais Mirror Mirror) est un film américano-canadien réalisé par Tarsem Singh et sorti en 2012. Il est inspiré du conte Blanche-Neige des frères Grimm.

## Synopsis
Exilée dans la forêt par sa belle-mère, la méchante Reine Clementianna, Blanche-Neige doit compter sur l'aide de sept nains afin de pouvoir accéder au trône et reconquérir son prince charmant.

## Fiche technique
- Titre original : Mirror Mirror
- Titre français : Blanche-Neige
- Titre québécois : Miroir, Miroir
- Réalisation : Tarsem Singh
- Scénario : Melisa Wallack, Marc Klein et Jason Keller (en) d'après Blanche-Neige des frères Grimm
- Décors : Tom Foden
- Costumes : Eiko Ishioka
- Musique originale : Alan Menken
- Pays de production :  États-Unis,  Canada
- Langue originale : Anglais
- Format : Couleur - 1,85 : 1 - 35 mm - Son Dolby Digital
- Distribution : Metropolitan Filmexport
- Budget : 60 000 000 $
- Genre : fantastique
- Dates de sortie :
  - États-Unis / Canada: 16 mars 2012
  - France : 11 avril 2012[1]
- Recettes : 159 536 637 $ (24 mai)[2]

## Distribution
- Lily Collins (VF : Leslie Lipkins ; VQ : Sarah-Jeanne Labrosse) : Blanche-Neige
- Armie Hammer (VF : Pierre Tessier ; VQ : Alexandre Fortin) : le prince Andrew Alcott
- Julia Roberts (VF : Céline Monsarrat ; VQ : Marie-Andrée Corneille) : la méchante Reine Clementianna, la belle-mère de Blanche-Neige
- Sean Bean (VF : François-Éric Gendron ; VQ : Benoît Rousseau) : le Roi, le père de Blanche-Neige
- Nathan Lane (VF : Bernard Alane ; VQ : Alain Zouvi) : Brighton
- Mare Winningham : Baker Margaret
- Robert Emms (VF : Vincent de Bouard ; VQ : Maxime Desjardins) : Charles Renbock
- Danny Woodburn (VF : Nicolas Marié ; VQ : Manuel Tadros) : Grimm
- Mark Povinelli (VF : Serge Faliu ; VQ : Hugolin Chevrette-Landesque) : Demi-Pinte
- Martin Klebba (VF : Gérard Surugue ; VQ : Olivier Visentin) : Le Boucher
- Joe Gnoffo (VF : Olivier Augrond ; VQ : Martin Watier) : Glouton
- Jordan Prentice (VF : Lionel Tua ; VQ : Gilbert Lachance) : Napoléon
- Sebastian Saraceno (VF : Damien Witecka ; VQ : Tristan Harvey) : Loup
- Ronald Lee Clark (VF : Stéphane Fourreau ; VQ : Patrick Chouinard) : Crado
- Michael Lerner : Baron
- Bonnie Bentley : Caroline
- Adam Butcher : Serviteur 2

Source et légende : VF = Version Française sur RS Doublage et VQ = Version québécoise

## Distinctions

### Récompenses
- 2013 : Costume Designers Guild Awards : Meilleurs costumes pour un film de fantasy, fantastique ou science-fiction

### Nominations
- 2013 : Oscar des meilleurs costumes